# Antje Rehaag
Antje Rehaag (Hofheim am Taunus, 1 de agosto de 1965) es una deportista alemana que compitió en remo. Su esposo Ronald Florijn y sus hijos Karolien y Finn compitieron en el mismo deporte.
Ganó dos medallas en el Campeonato Mundial de Remo, en los años 1993 y 1994. Participó en los Juegos Olímpicos de Atlanta 1996, ocupando el octavo lugar en la prueba de ocho con timonel.

## Palmarés internacional
| Campeonato Mundial | Campeonato Mundial            | Campeonato Mundial | Campeonato Mundial |
| Año                | Lugar                         | Medalla            | Prueba             |
| ------------------ | ----------------------------- | ------------------ | ------------------ |
| 1993               | Račice (República Checa)      | Medalla de bronce  | Ocho con timonel   |
| 1994               | Indianápolis (Estados Unidos) | Medalla de oro     | Ocho con timonel   |